# يانيس ديميتريو
يانيس ديميتريو (باليونانية: Γιάννης Δημητρίου)‏ هو لاعب كرة قدم قبرصي في مركز الدفاع، ولد في 23 ديسمبر 1989 في ليماسول في قبرص. شارك مع منتخب قبرص تحت 21 سنة لكرة القدم. أما مع النوادي، فقد لعب مع أبولون ليماسول.

## وصلات خارجية
- يانيس ديميتريو على موقع قاعدة بيانات كرة القدم.إي يو (الإنجليزية)
- يانيس ديميتريو على موقع Soccerway.com (الإنجليزية)